# Historia de La Rioja (Argentina)

Bandera de la Provincia de La Rioja.

La Historia de La Rioja es la cronología de los hechos que sucedieron en la Provincia de La Rioja desde el comienzo del los primeros pobladores humanos hasta la provincia actual

## Primeros pobladores
Los primeros pobladores de la actual provincia de La Rioja parecen haber llegado alrededor del 7000 a. C. Habrían pertenecido al tipo racial huárpida, y más tarde fueron desplazados hacia el sur.
Hacia el año 200 a. C. aparecieron los primeros agricultores, parcialmente pertenecientes a tipos raciales andinos, que desarrollaron la llamada cultura condorhuasi. Doscientos años más tarde aparece una cultura agrícola y alfarera más desarrollada, la cultura de la ciénaga. Desde los años posteriores al año 300, se desarrolló en su territorio la cultura de la Aguada, claramente asociada a la cultura tiahuanaco, ubicada mucho más al norte.
Los agricultores que desarrollaron la cultura de sanagasta eran grupos diaguitas marginales. Estos fueron sometidos al dominio del Imperio incaico poco antes del año 1500; sin embargo, la influencia cultural del mismo fue relativa, debido especialmente a la lejanía de esas tierras con la capital del imperio, Cusco, y las zonas más densa y antiguamente pobladas por población quechuahablante.
Los diaguitas habitaban la mayor parte del territorio riojano a la llegada de los españoles. Los olongastas ocupaban la zona de la Sierra de Los Llanos, y los capayanes ocupaban las estribaciones de la Cordillera de los Andes; sin embargo, se supone que ambas etnias pertenecían cultural e idiomáticamente al grupo diaguita; lo que es casi seguro es que hablaban una variante de la lengua cacana.
Los indígenas estaban agrupados en pueblos, cada uno autónomo de los demás, con su cacique individual. Muchas veces, los pueblos dieron nombre a las parcialidades de indios, dando a entender que eran «naciones» independientes entre sí. Todos los pueblos eran de pequeñas dimensiones, siendo excepcionales los que pasaban de 40 casas, es decir, de 200 o 300 personas.
Entre los pueblos del territorio, se pueden citar: Vinchina, Cocayambi, Acampis, Jagüé y Guandacol, en el valle de Vinchina. En el valle de Famatina, Famatina, Anguinán, Sañogasta, Malligasta, Vichigasta, Catinzaco, Antaza y Pituil. En el valle de San Blas de los Sauces existían los pueblos de Tuyubil, Suriyaco, Salicas y Alpasinche. La "ciudad" más importante del período fue la Tambería del Inca, una sede administrativa creada a nuevo por los conquistadores y organizada como todas sus ciudades, en torno al circuito de la red caminera incaica; estaba ubicada junto al cementerio de la actual ciudad de Chilecito, lo que terminó por causar la completa destrucción de sus restos arqueológicos por falta de protección de los mismos.

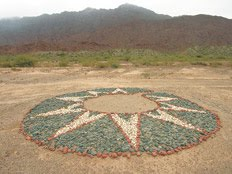
Antigua estrella diaguita se halla en Vinchina, La Rioja.

En el norte de la provincia, estaban los pueblos de Aimogasta, Machigasta, Aminga, Chuquis y Anillaco. En el centro de la provincia estaban Sanagasta, Yacampis, Cilpigasta, Musitián y Huaco. En la Sierra de los Llanos estaban los pueblos de Olta y Atiles, que sobrevivieron largos años a la conquista española, y otros que desaparecieron con el avance de esta, como Polco.
El fundador de la capital de la provincia informó que había alrededor de 20 000 indígenas a su jurisdicción, dato que no ha sido mejorado por investigaciones posteriores, y que puede darse como aproximadamente válido.

## La Conquista española
El actual territorio riojano dependió originalmente de Chile como parte del reparto de Sudamérica ejecutado por el rey Carlos V. Pero cuando, por real cédula del 1 de marzo de 1543, fue creado el Virreinato del Perú, todo Tucumán quedó integrada en él.
Los primeros españoles que entraron con seguridad en el actual territorio riojano fueron Juan Núñez de Prado, en 1553. En 1564 fue fundada la gobernación del Tucumán, con el nombre de San Miguel de Tucumán, Juríes y Diaguitas. Su primer gobernador fue Francisco de Aguirre instalado en Santiago del Estero. Con la creación de la gobernación en 1566 y del Obispado en 1570, esta región empezó a cobrar importancia.

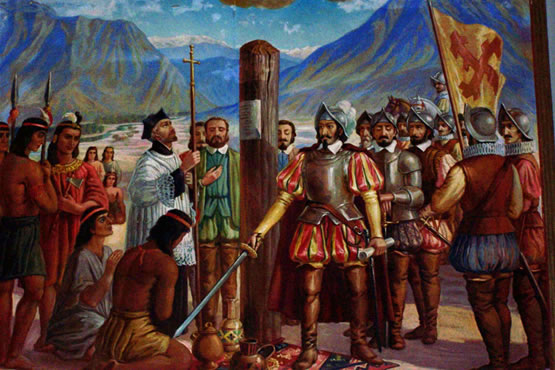
Fundación de la Ciudad de La Rioja el 20 de mayo de 1591 por Juan Ramírez de Velasco

En 1591, el gobernador del Tucumán, Juan Ramírez de Velasco, originario de La Rioja española, presidió una gran expedición con la cual fundó el 20 de mayo la Ciudad de Todos los Santos de la Nueva Rioja, actualmente conocida simplemente como La Rioja.
Todos los documentos fundacionales hasta el siglo XIX dicen "ciudad de Todos Santos" pero durante en el siglo XX empezó a escribirse "Todos los Santos".
Originalmente, la intención de Velasco era fundar en el Valle de Famatina, donde ya se sabía que había riquezas mineras, especialmente plata. Pero una serie de conflictos de jurisdicción que no pudo resolver lo inclinaron a fundar la ciudad en el Valle de Sanagasta, en el mismo lugar en que se encontraba el pueblo indígena de Yacampis, otros autores sostienen que fue fundada en ese lugar porque viajando camino a famatina recibe la noticia que en dirección al valle de Yacampis, existía un lugar hermoso y una tribu de aborígenes fáciles de someter, lo cual le daría mano de obra. Lo que se supo más tarde es que las comunicaciones con Famatina eran mucho más complicadas que lo previsto, ya que la sierra de Velasco resulta infranqueable, y se impone esquivarla por el norte o el sur.

## Guerras Calchaquíes
En torno al año 1595 ocurrió un alzamiento de los indígenas sometidos en la conquista, que fue aplastado con facilidad por los españoles. Para asegurar la conquista, desde La Rioja fue refundada la ciudad de Londres (Catamarca), en el actual emplazamiento de Belén.
Durante esos años, las actividades más destacadas estuvieron a cargo de los misioneros, entre los cuales se destacó el religioso Francisco Solano. Las famosas Ordenanzas de Alfaro intentaron resolver el problema del maltrato a los indígenas, pero en la práctica no llegaron a aplicarse.
Una de las causas del alzamiento fue que los españoles desconocían la idiosincrasia Indígena, como ocurrió en el caso de maltrato a un cacique al cual se le habría cortado su largo pelo, signo de respeto en su tribu Hualfín por parte del gobernador Felipe de Albornoz que derivó en el llamado Gran Alzamiento del año 1630; este fue un levantamiento general de todas las poblaciones diaguitas desde los Valles Calchaquíes hasta el sur de La Rioja. Los indígenas mataron a la mayor parte de los encomenderos que no residían en las ciudades y atacaron estas. La ciudad de Londres fue completamente despoblada, y La Rioja estuvo en serio riesgo de desaparecer.
Pero la superioridad de los españoles en armamento, organización y comunicaciones logró que, tras dura lucha, los pueblos indígenas fueran derrotados hacia el año 1636. Los vencidos fueron, casi sin excepción, masacrados; y los pueblos de cuya lealtad se dudaba fueron trasladados a gran distancia de su lugar de origen.
Un nuevo alzamiento general fue provocado por un falso inca, un español llamado Pedro Chamijo (también conocido como Pedro Bohórquez o Inca Hualpa). Este logró dirigir una confederación militar que se mantuvo fuerte por años en los Valles Calchaquíes y amenazó La Rioja. Pero la ambición de Bohórquez llevó a sus aliados indígenas a la perdición, cuando quiso extender sus dominios hacia Salta y fue derrotado. Tras la ejecución de Bohórquez, la última guerra calchaquí terminó en 1667. Como resultado de estos alzamientos, más de la mitad de los pueblos fueron trasladados.
De allí en más, los pueblos indígenas fueron lentamente incorporándose a la población mestiza, fueron esclavizados y les quitaron todas sus pertenencias y bienes. Por imposición de los españoles, abandonaron el idioma cacán y comenzaron a hablar español.

## La Rioja colonial
La refundación de la ciudad de Londres quitó cerca de la mitad de su territorio a La Rioja, incluyendo el norte de la actual provincia, el valle de Famatina y el de Vinchina. En cambio, lograron conservar sus mejores tierras de regadío: el Valle de Catamarca.

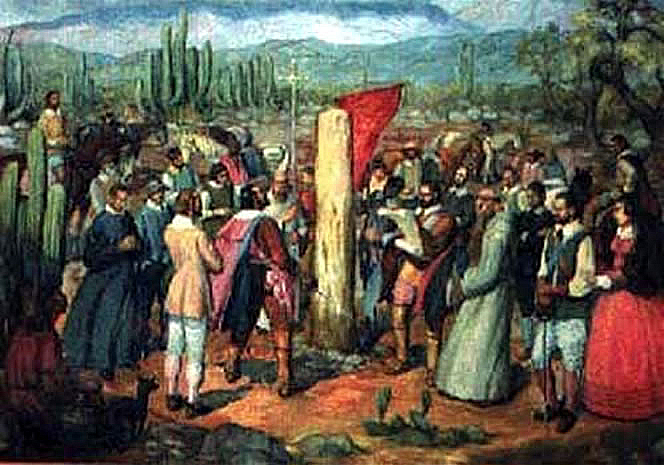
Fundación del Valle de Catamarca

En 1683, el gobernador Fernando de Mendoza Mate de Luna trasladó la ciudad de Londres al Valle de Catamarca, refundándola como San Fernando del Valle de Catamarca. A cambio del territorio del Valle de Catamarca, incluido en la jurisdicción de esa nueva ciudad, La Rioja recuperó el control de los valles del norte (Aimogasta, Aminga y el Valle Vicioso) y del oeste (Famatina y Vinchina).
Nuevos intentos de explotar las riquezas mineras del Cerro de Famatina fracasaron por lo exigente de la ubicación de los yacimientos, a altitudes enormes, debiendo el mineral ser trasladado rápidamente a las zonas pobladas, a más de 1000 metros menos de altitud.
Las décadas que siguieron a los alzamientos indígenas fueron de decadencia casi continua: la progresiva extinción de los indios encomendados, la falta de comunicaciones adecuadas con las ciudades más importantes de la provincia, y el fracaso de las explotaciones mineras evitaron el crecimiento económico y demográfico de la ciudad.
El fenómeno demográfico más notable de esta época fue el vertiginoso aumento de la población de origen africano. Tanto en La Rioja como en el resto del Tucumán, las encomiendas se habían ido extinguiendo y los indios dejaron de pagar tributo al rey, trabajando para los españoles, de modo que se trató de reemplazarlos con los negros que entraban, legal o ilegalmente por el puerto de Buenos Aires. Asombra la cantidad de negros que registran los censos que periódicamente hacían los párrocos, como por ejemplo los casi 500 esclavos que poseía la Compañía de Jesús, que en el distrito tenía dos estancias.
En lo religioso, la ciudad estaba servida por los frailes mercedarios, por lo que la expulsión de los jesuitas en 1776 no afectó a la ciudad.

Mapa del Virreinato del Río de la Plata y sus intendencias

En 1776 el Tucumán pasó a formar parte del recién creado virreinato del Río de la Plata, e incluido dentro de la intendencia de Córdoba del Tucumán conforme a la Real Cédula del 5 de agosto de 1783. Esta decisión empeoró la situación de La Rioja, ya que se la separaba de su vecina más cercana y fácilmente accesible, Catamarca.
El gobernador Rafael de Sobremonte dio especial atención a La Rioja, pero no tomó medidas progresistas en relación con esta ―como sí lo había hecho en relación con la capital de su intendencia, Córdoba― y se limitó a organizar la extracción de recursos económicos de la misma.
Un censo de esta zona, ordenado por el virrey Sobremonte, dio como resultado que había 9.887 habitantes.
A fines del período colonial se produjo un rápido incremento de la población en la Sierra de los Llanos, donde el crecimiento de la producción ganadera fue estimulado por un período climático favorable.
La vida política de los últimos años de la Colonia estuvo marcada por los conflictos entre las familias dominantes, que controlaban el cabildo de la ciudad. La más poderosa era la de los Dávila ―cuyos primogénitos llevaban el apellido Brizuela y Doria― por sus riquezas del Valle de Famatina. Los dos familias rivales, que podían desplazar a los Dávila si unían sus fuerzas, eran los Villafañe y los Ocampo.

## La Revolución de Mayo
El cabildo local apoyó a la Revolución de Mayo y reconoció la autoridad de la Primera Junta.
La Rioja eligió como su representante en el gobierno porteño al coronel Francisco Ortiz de Ocampo, de larga residencia en Buenos Aires y comandante del Regimiento de Arribeños, fundado cuando se produjeron las invasiones inglesas. Pero Ocampo había sido nombrado primer comandante del Ejército del Norte; si bien fue desplazado de ese mando después de la batalla de Suipacha, tardó aún bastante en regresar a Buenos Aires; y cuando lo hizo, fue puesto nuevamente al mando de un regimiento en la capital. De modo que apenas figuró en la Junta Grande.
La ciudad y su jurisdicción siguieron dependiendo de Córdoba, incluso cuando en 1813 se creó la intendencia de Cuyo, ya que quedó bajo la dependencia de la provincia de Córdoba.

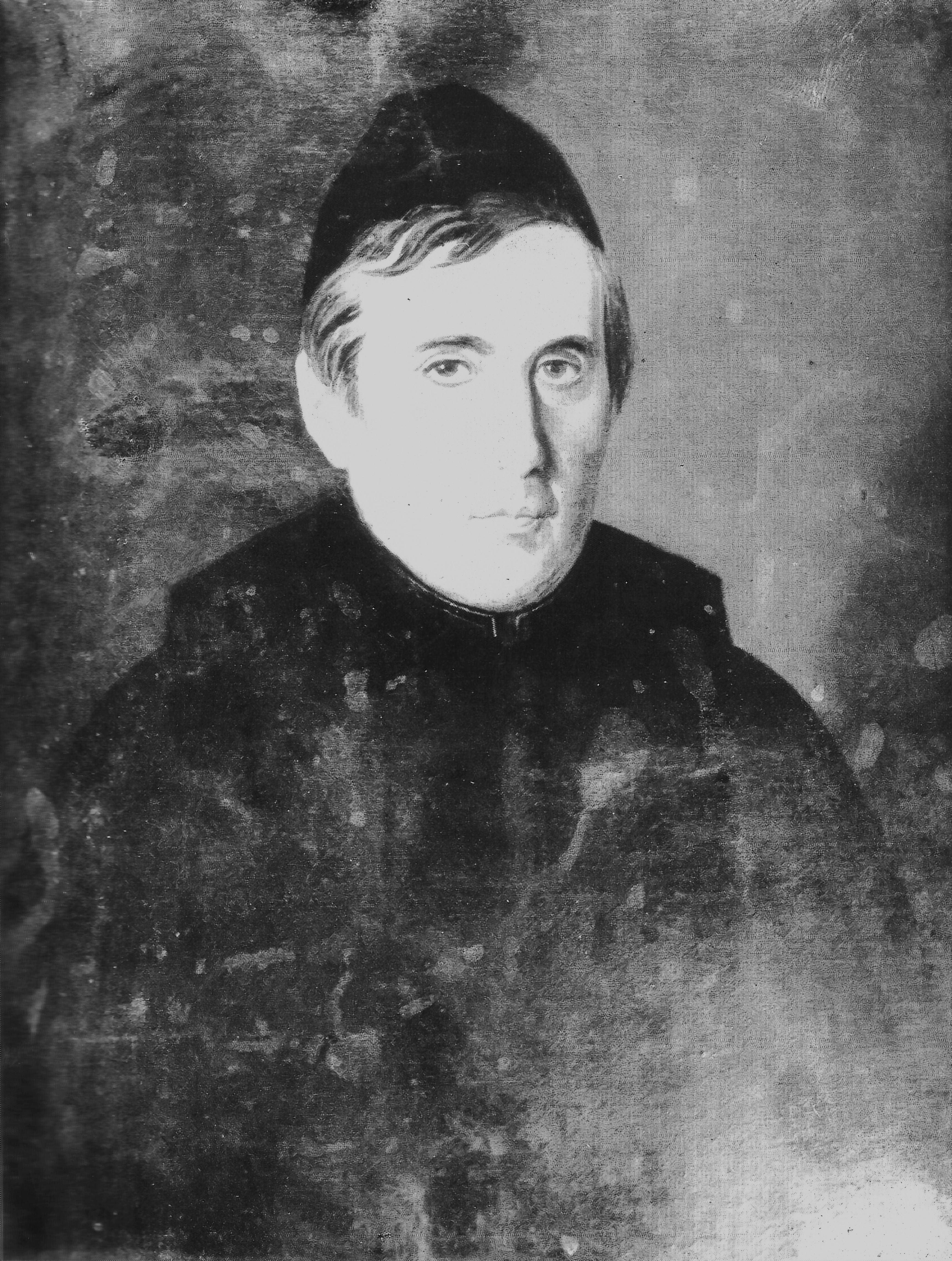
Castro Barros, Diputado al Congreso de Tucumán por La Rioja.

En 1815, el gobernador cordobés José Javier Díaz integró Córdoba a la Liga del los Pueblos Libres, dirigida por el caudillo José Artigas, fundador del partido federal. Pero el cabildo riojano, controlado por Ramón Brizuela y Doria, se negó a acompañar a los federales y decidió separarse de la provincia, obedeciendo al Directorio. Una reacción federal fue aplastada por el entonces teniente coronel Alejandro Heredia, por iniciativa del diputado riojano en el Congreso de Tucumán, Pedro Ignacio de Castro Barros. El Congreso ordenó al gobernador intendente de Córdoba el 2 de septiembre de 1817 que «no innove cosa alguna en el particular, y se abstenga de todo acto que indique jurisdicción sobre el pueblo de La Rioja, hasta que el Congreso determinase».
El 15 de diciembre de 1817, luego de que retornaran al gobierno de Córdoba los partidarios del directorio de Buenos Aires, el Congreso resolvió «declarar restituida al antiguo orden de dependencia la ciudad de La Rioja», volviendo a la situación de tenencia de gobierno de la Provincia de Córdoba.
La Rioja prestó activamente ayuda a la campaña de José de San Martín y su Ejército de los Andes. Una de las columnas que partió en enero de 1817 lo hizo desde La Rioja, y fue la que libertó la provincia de Copiapó, al mando del teniente coronel Francisco Zelada y el mayor Nicolás Dávila.

## La autonomía provincial

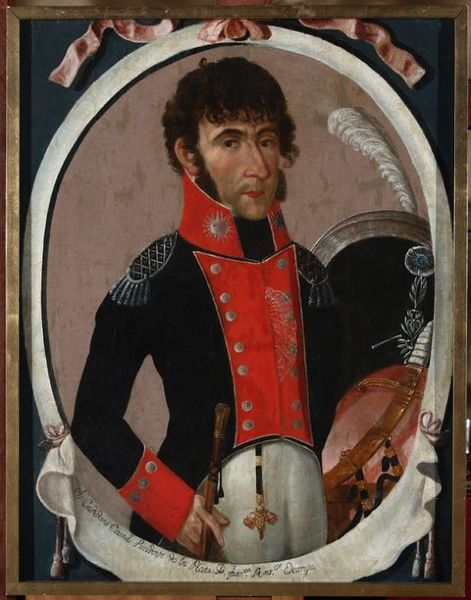
Francisco Ortiz de Campo, primer gobernador de la Provincia de La Rioja en 1820

En enero de 1820 llegaron a La Rioja, casi simultáneamente, las noticias del motín de Arequito y del motín de Mendizábal en San Juan, y de la renuncia del gobernador Manuel Antonio Castro, y de la elección del líder federal Díaz en Córdoba. Simultáneamente desaparecían el Ejército del Norte y el de los Andes ―al menos, del lado occidental de la Cordillera― y la inminente desaparición del Directorio. Esta se produjo finalmente a mediados de febrero, después de la Batalla de Cepeda.
Antes de eso, el 24 de enero, un oficial del Ejército del Norte, Francisco Villafañe, depuso al gobernador directorial y pocos días después se nombró gobernador a Diego de Barrenechea; el 1 de marzo, el cabildo eligió gobernador al general Francisco Ortiz de Ocampo. Fue el primero de los gobernadores autónomos de la provincia.
Pero Ocampo hizo un gobierno realmente muy poco hábil. No logró mediar entre los partidos en pugna, atacó a los Dávila y, tras ser elevado al gobierno por los federales, se alejó de ellos.
A mediados de abril de 1820 Córdoba reconoció la autonomía de La Rioja.
Una parte de los amotinados en San Juan, al mando de Francisco Solano del Corro, decidió llevar sus hombres al frente norte, a unirse a la proyectada campaña al Alto Perú; Ocampo los consideró rebeldes, y los enfrentó en una batalla en Posta de los Colorados. Fue completamente derrotado por Del Corro, que a continuación ocupó la ciudad de La Rioja y se dedicó a reunir contribuciones forzosas para sus fuerzas.
El comandante militar de los Llanos, Facundo Quiroga, reunió nuevamente a sus hombres y marchó sobre la capital. Antes de la llegada de Quiroga, su propio segundo jefe, Francisco Aldao, derrocó a Del Corro y lo mandó a la cárcel. No le sirvió de mucho: pocos días después, Quiroga entraba a La Rioja, derrotando en las calles a Aldao con su pequeña tropa de 80 hombres; esa fue la primera victoria del famoso caudillo.

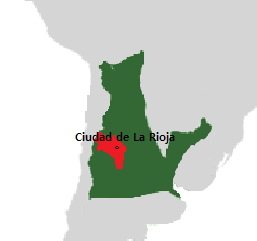
La provincia de La Rioja (en rojo) y las Provincias Unidas del Río de la Plata (en verde)

Quiroga se negó a reconocer la autoridad de Ocampo, y llamó para ejercer el cargo de gobernador a Nicolás Dávila. El gobierno de Dávila fue, al menos, ordenado. La autoridad militar quedó en manos de Miguel Gregorio Dávila, hermano del gobernador, y Facundo Quiroga, con mando en la sierra de los Llanos, reforzado con tropas y armas de las que había traído Del Corro. Centró todos sus esfuerzos en la explotación de las minas de plata de Famatina, con las que pensaba reemplazar la moneda acuñada en el Alto Perú como moneda de circulación obligatoria en todo el país.
Pero Dávila tuvo un conflicto con la legislatura y con Quiroga, al que intentó desarmar. Su plan fracasó, y Facundo exigió explicaciones. En respuesta, Dávila trasladó la capital de la provincia a Famatina, pero la legislatura lo depuso. Dávila ordenó la disolución de la legislatura, y a continuación don Miguel atacó la capital. Allí fue derrotado y muerto en la batalla de El Puesto por Quiroga, que fue elegido gobernador a fines de marzo de 1823.
Este fue el fin del predominio de las familias tradicionales de los Dávila y los Ocampo. Más tarde, ambas se identificarían con el partido unitario, pero nunca volverían a controlar La Rioja.

## La época de Quiroga

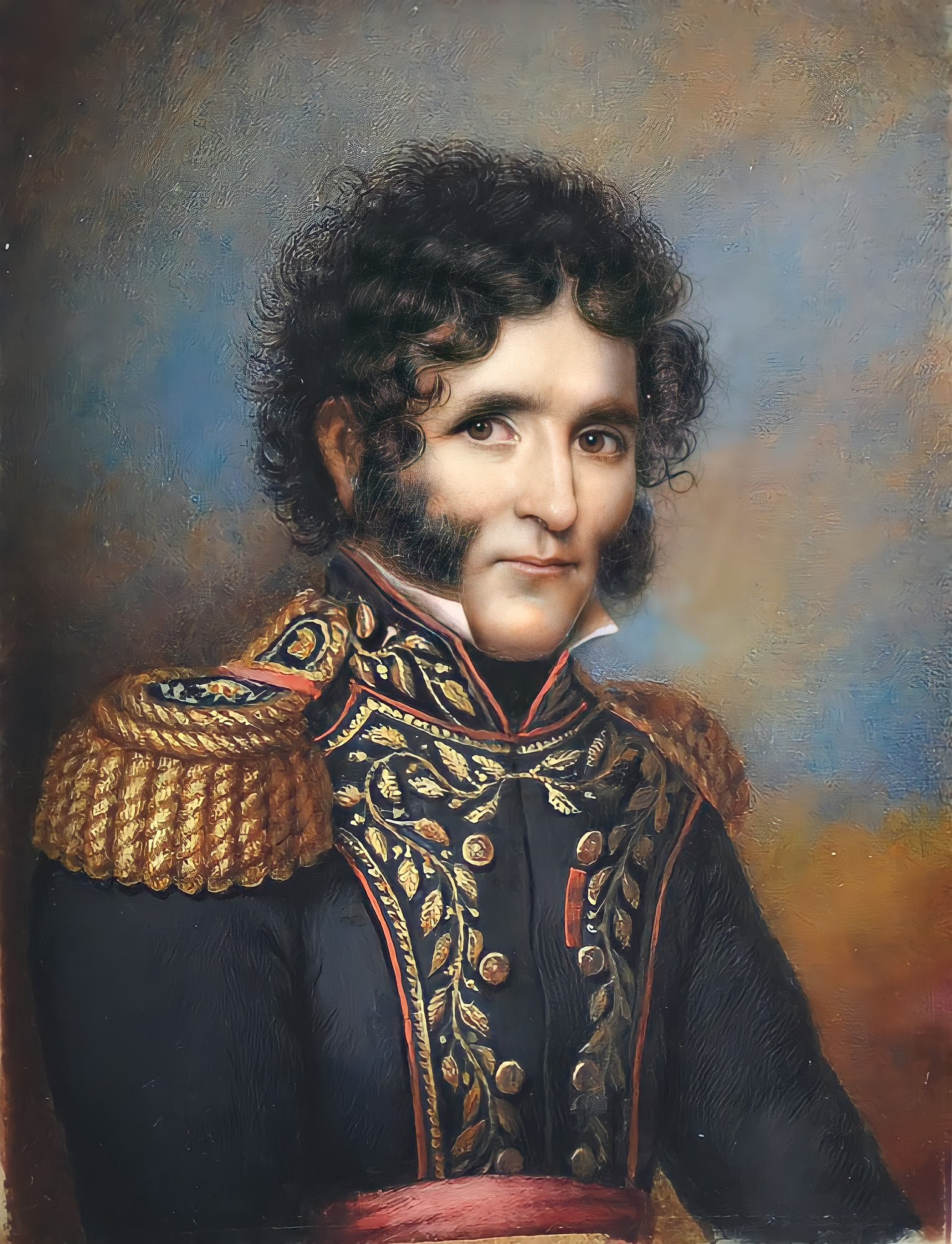
Retrato de Facundo Quiroga por García del Molino

El gobierno de Quiroga solo duró cuatro meses en el mando. Después de su renuncia en septiembre de 1823 no volvió a asumir formalmente el gobierno, pero conservó el cargo de comandante de armas ―esto es, comandante de las milicias rurales de la provincia― y, en la práctica, era quien realmente gobernaba.
El primer conflicto del caudillo con los unitarios se generó por la reforma eclesiástica impulsada por Bernardino Rivadavia. Por influencia del padre Castro Barros, Quiroga reaccionó con violencia y se hizo preceder de una bandera con el lema «religión o muerte».
El segundo conflicto fue por los minerales del Famatina, cuyos derechos había comprado Quiroga después de la expulsión de los Dávila. Quiroga reintentó la empresa minera y de estos y se asoció con varios capitalistas porteños, entre ellos el acaudalado Braulio Costa. Pero Rivadavia había tenido la misma idea que Quiroga, y había fundado en Londres la River Plate Mining Association, de capital casi puramente inglés, para explotar los minerales del Famatina. Y cuando se formó el Congreso General de 1824, este nacionalizó los yacimientos de Famatina. Al corto tiempo, se hizo elegir presidente y pretendió ejercer esa autoridad. Quiroga se opuso y se negó a reconocer la autoridad del presidente; y poco después, convenció al gobierno de no reconocer la Constitución de 1826.
El cargo de gobernador fue ocupado por varios federales incondicionales de Quiroga: Baltasar Agüero, Paulino Orihuela, Silvestre Galván, José Patricio del Moral y José Benito Villafañe, segundo en el mando militar del caudillo, que ocupaba el cargo de comandante de armas de la provincia.
A fines de 1825, habiendo estallado la Guerra del Brasil, el coronel Lamadrid fue nombrado para reunir tropas en Tucumán y Catamarca. Pero Lamadrid se apoderó del gobierno tucumano y ayudó a recuperar el gobierno de Catamarca al general Manuel Antonio Gutiérrez, que estaba en conflicto con Facundo Quiroga. Gutiérrez había violado una tregua que le había permitido llegar al gobierno, y de la cual fue garante Quiroga, y este había ayudado a los federales catamarqueños a deponerlo.
La intromisión de Lamadrid nacionalizó el conflicto; como resultado, Quiroga lo derrotó por dos veces, en El Tala y Rincón de Valladares, además de imponer a gobiernos federales en San Juan, Tucumán, Catamarca, e indirectamente en Mendoza y Santiago del Estero.
Salvo Tucumán, que volvió a las manos de los unitarios, las demás provincias formaron la informalmente llamada Confederación Quirogana, en realidad no era más que una alianza tácita. Esta debió enfrentar, a partir de 1829, a la Liga Unitaria o Liga del Interior, y fue destruida en dos graves derrotas de Quiroga en La Tablada y Oncativo.
La provincia fue ocupada por Lamadrid, que se hizo elegir gobernador por los unitarios que encontró, y que la sometió a un prolijo saqueo, además de masacrar decenas de prisioneros federales. Quiroga, que se había retirado de la lucha, regresó para vengar los atropellos de Lamadrid; después de vencer a los unitarios de Mendoza en Rodeo de Chacón, ayudó al comandante Tomás Brizuela a tomar el mando de la provincia. Meses más tarde, y caído el general Paz en manos de los federales, Quiroga derrotó por tercera y definitiva vez a Lamadrid en La Ciudadela, con lo que se terminó la guerra civil.
Durante los años siguientes, toda la Argentina estuvo controlada por una alianza tácita e inestable entre tres caudillos: Quiroga, Juan Manuel de Rosas y Estanislao López. Durante este período, La Rioja fue gobernada por Tomás Brizuela, Paulino Orihuela, Jacinto del Rincón, Hipólito Tello y Fernando Villafañe.

## La época de Rosas
El 16 de febrero de 1835 fue asesinado Facundo Quiroga en Barranca Yaco; este crimen dejó en orfandad política el gobierno federal riojano, y ayudó a Rosas a regresar al gobierno de la provincia de Buenos Aires e imponer su autoridad sobre todo el país. La Rioja fue atacada por el gobernador sanjuanino Martín Yanzón, pero Brizuela lo derrotó y lo derrocó. Bajo los gobiernos de Jacinto del Rincón y Juan Antonio Carmona, el gobierno riojano estuvo en armonía con el de Rosas.
En 1840, el gobernador, general Tomás Brizuela, se unió a la Coalición del Norte, enfrentada a Rosas, halagado por el mando militar de la misma que se le había otorgado. Pero la Coalición marchó de derrota en derrota; cuando las fuerzas del general Juan Lavalle fueron obligadas a abandonar la provincia, Brizuela resultó muerto. La resistencia que opuso el comandante de los Llanos, Ángel Vicente Peñaloza, no fue suficiente para salvar a la provincia de ser invadida por los federales.
Tras la desaparición de la Coalición del Norte, gobernaron La Rioja ―luchando contra dos invasiones del mismo Peñaloza desde Chile― José Manuel Figueroa, Hipólito Tello, Vicente Mota y Manuel Vicente Bustos. Varios enfrentamientos entre partidarios de distintos caudillos locales ensangrentaron la provincia, y en ellos volvió a figurar el Chacho Peñaloza, vuelto a las filas federales.

## Organización nacional
Tras la caída de Rosas, el gobernador Bustos participó de la firma del Acuerdo de San Nicolás. Estuvo representado en el Congreso de Santa Fe por Regis Martínez, el otro diputado, Diego de Alvear, no se incorporó al Congreso. Martínez, un emigrado unitario, tuvo una participación poco destacada en la sanción de la Constitución Argentina de 1853; solo logró imponer la facultad del Congreso Nacional de enjuiciar a los gobernadores de provincia, medida que sería derogada con la reforma de 1860. El 9 de julio de 1853, las autoridades de la provincia juraron la Constitución.
El sucesor de Bustos, Francisco Solano Gómez, debió enfrentar varios conflictos internos, a pesar de lo cual pudo mantener la estabilidad política en la provincia. Esta le permitió sancionar la Constitución Provincial de 1855, y levantar un censo ese mismo año, que contó 34.413 personas, de las cuales solo unas 3000 en la capital, único centro poblado digno del nombre de pueblo.
De todos modos, Gómez cometió muchos errores, varios de ellos por mano de su anciano ministro, el viejo guerrero de la Independencia, Nicolás Dávila. Por ello terminó derrocado por Peñaloza, que puso en su lugar nuevamente a Bustos.
Pero Bustos se mostró demasiado amigo de los porteños, por lo que fue derrocado en marzo de 1860 por el coronel Ramón Ángel, aliado del mismo Peñaloza. El presidente Santiago Derqui ordenó una intervención federal, que finalmente fue confiada al mismo Chacho Peñaloza. Este ejerció el gobierno provincial y presidió las elecciones que llevaron al gobierno a Domingo Antonio Villafañe.
Poco después dejaba de existir la Casa de Moneda riojana, una empresa provincial que nunca había funcionado, pero que había hecho varios intentos de acuñar moneda de oro y plata desde la época de la Declaración de la Independencia.

## La resistencia del Chacho Peñaloza
Al llegar la noticia de la batalla de Pavón, las reacciones de las provincias del interior fueron complejas, dado que el resultado de la misma, en un principio, era ambiguo. El caudillo Peñaloza se ofreció de mediador entre los gobiernos de Santiago del Estero, Salta y Tucumán. Como resultado de esa mediación, se vio obligado a participar en la guerra civil tucumana, en la que resultó derrotado.
Mientras Peñaloza estaba ausente, fuerzas porteñas ingresaron a la provincia de La Rioja, a imponer el triunfo de los porteños. El Chacho regresó a su provincia, donde fue perseguido por sus enemigos y derrotados en dos batallas; la rapidez de movimientos y la superioridad numérica de los hombres del Chacho nada pudieron hacer contra los fusiles importados que llevaban las tropas porteñas. Los prisioneros del ejército federal fueron torturados y ejecutados.
Desde Catamarca avanzó el coronel José Miguel Arredondo, que en busca del jefe montonero Severo Chumbita, arrasando los pueblos Mazán y Aimogasta, matando decenas de civiles, incendiando las casas de los federales y llevando a las jóvenes a prostíbulos en La Rioja, para diversión de oficiales y soldados.
Peñaloza intentó ampliar el frente de batalla y sitió la ciudad de San Luis. Eso obligó al gobernador puntano a pactar una tregua, que llevó al Tratado de La Banderita entre el ejército nacional y Peñaloza.
La tregua fue aprovechada por los unitarios para perseguir a quienes habían seguido a Peñaloza, ignorando los términos de la misma; y por Peñaloza para deponer a Villafañe, reemplazándolo por Gómez. Finalmente, cansados de las persecuciones, los federales llamaron nuevamente a Peñaloza y se lanzaron a la rebelión, derrocando también a Gómez y colocando en su puesto a Berna Carrizo, hombre de Peñaloza.
A fines de marzo, Peñaloza lanzó una proclama y se lanzó a la lucha. Pero los liberales continuaron ganando batallas, aunque no podían obligar al Chacho a nada, porque siempre se podía refugiar en los Llanos. Desde allí se lanzó sobre Córdoba, donde ayudó a poner a un federal en el gobierno. Pero también allí fue derrotado, en la batalla de Las Playas.
Repuesto en el gobierno Bustos, el Chacho lanzó la que sería su última campaña, sobre San Juan. Fue derrotado en Caucete por el teniente coronel Pablo Irrazábal, que lo persiguió hasta los Llanos. Allí, Peñaloza se rindió, pero el mismo Irrazábal lo asesinó y le cortó la cabeza, para exhibirla en lo alto de una pica.
Unas semanas más tarde, los últimos aliados de Peñaloza fueron derrotados en San Luis. El gobierno de Bartolomé Mitre se afianzaba con sucesivas victorias sobre las resistencias federales.

## Felipe Varela y los últimos caudillos
Durante los años que siguieron a la muerte de Peñaloza, La Rioja estuvo gobernada por un unitario, que ni siquiera era riojano: el porteño Julio Campos, que llegó al cargo por ser el segundo jefe del general José Miguel Arredondo. Los dos partidos en que estaba dividido el exiguo partido liberal solo se pudieron poner de acuerdo con semejante candidato, muy poco representativo de la opinión pública de la provincia.
Durante el gobierno de Campos, el gobierno provincial dependió enteramente de los subsidios entregados por el gobierno nacional, ya que la provincia estaba completamente arruinada por la guerra civil y por la sangrienta represión de la resistencia federal.
Campos prestó su ayuda a los esfuerzos del gobierno de Mitre en la guerra del Paraguay. Pero esta misma guerra, con sus fracasos y con las repetidas injusticias cometidas en el reclutamiento de tropas, llevó a un nuevo enfrentamiento.
En noviembre de 1866 estalló la Revolución de los Colorados en Mendoza, que se extendió rápidamente a las provincias vecinas. A La Rioja la llevó el coronel Felipe Varela, recién llegado de Chile. El gobernador Campos cometió la torpeza de nombrar jefe de armas de la ciudad al coronel Irrazábal, lo que llevó a un alzamiento generalizado; para cuando Varela llegó a la ciudad de La Rioja, el gobernador había sido derrocado.
Varela reunió un gran ejército de más de 5.000 hombres en Famatina, y marchó sobre Catamarca. Pero, a sus espaldas, el santiagueño Antonino Taboada ocupó la capital. En esa situación, Varela decidió retroceder sobre él; pero, falto de agua por un grave error de imprevisión, fue derrotado en la batalla de Pozo de Vargas. Su ejército se disgregó.
Durante los años siguiente gobernaron La Rioja, alternándose, Francisco Solano Gómez, Serafín De la Vega, Cesáreo Dávila y Nicolás Barros, en lucha casi permanente con los últimos conatos de Varela y sus seguidores. La misma ciudad fue sitiada durante más de una semana por los últimos caudillos en 1868, y debió ceder a las presiones de estos.
Al gobernador José Benjamín de la Vega le tocó la suerte de anunciar el fin de los alzamientos de los caudillos federales.

## La etapa del PAN
Desde principios de la década de 1870 se alternaron los gobiernos del Partido Autonomista, que lentamente se iría transformando en conservador: Pedro Gordillo, Rubén Ocampo, Vicente Almandos Almonacid y, dominando por décadas la política local, Francisco Vicente Bustos.
En 1869 se modernizó la división del territorio en departamentos, que hasta 1862 habían sido seis: junto con la capital, eran Costa Alta de los Llanos, Costa Baja de Los Llanos, Costa de Arauco, Famatina, Guandacol y Vinchina. La fundación más importante del período fue la entonces llamada Villa Argentina, hoy Chilecito, segunda ciudad de la provincia en importancia demográfica. Se crearon los departamentos con capital en Tama, Santa Rita de Catuna y Ulapes, y desde el año siguiente los departamentos con cabecera en Chilecito y San Blas de los Sauces.
Uno de los avances más notables de esos años fue el educativo: al terminar la época de los caudillos, la provincia solo tenía tres escuelas, dos en la capital y una en el departamento de Arauco. Durante los años en torno a 1870 se construyeron unas diez más, de las cuales no todas llegaron a funcionar eficazmente, a lo que hay que sumarles otras tantas de niñas. Pero ya a fines de la década funcionaban unas 52 escuelas, a los que hay que sumar el Colegio Nacional de La Rioja, fundado en 1871. Esto posibilitó la promoción de varios educadores riojanos que influyeron en escenario nacional como el caso de Rosario Vera Peñaloza.-
El 3 de febrero de 1881, se firmó un tratado interprovincial con la provincia de San Luis, definiendo los límites entre ambas provincias. Para ese momento se habían agregado nuevos departamentos: se dividió el de Arauco en dos, uno con cabecera en Anillaco —después se trasladaría a Aimogasta— y en otro en Aminga, y se creó un nuevo departamento con cabecera en Olta. En 1886 se crearía el departamento con cabecera en Chamical; al año siguiente, Chepes y su zona de influencia se separaron de Ulapes. En 1891 se separó la localidad de Villa Castelli de Vinchina, mientras la capital del departamento más oriental pasaba de Guandacol a Villa Unión —antes llamada Hornillos.
En 1885 se iniciaron las obras de uno de los más llamativos proyectos mineros de la historia argentina: el cablecarril desde Chilecito hasta la Mina La Mejicana, inaugurado en 1906, cuyos restos aún pueden visitarse. También se construyeron tres ramales ferroviarios, que comunicaron la provincia con el resto del país.
Por largos años, la política en la provincia quedó en manos de las familias dominantes, que tuvieron buenas relaciones con el gobierno nacional, pero muy escasa gravitación en la política nacional.
La única excepción es la figura de Joaquín V. González, abogado brillante, ministro del Interior de los presidentes Julio Argentino Roca y José Figuero Alcorta, que intentó una moderada democratización de las prácticas políticas y fue, también, un destacado historiador y comentarista de historia. Inició su carrera política como diputado nacional y enseguida como gobernador, electo para el cargo en 1889.
Entre los demás gobernantes notables de este período figuran Guillermo San Román, Wenceslao Frías y Guillermo Dávila San Román.

## Los gobiernos democráticos y las intervenciones dictatoriales
En 1916, los conservadores lograron conservar el poder, aún después de la sanción de la Ley Sáenz Peña. Pero el presidente Hipólito Yrigoyen intervino la provincia el 18 de abril de 1918; esta intervención federal obligó a celebrar elecciones limpias, sin presiones gubernamentales. De ella surgió el primer gobierno radical de la provincia, Benjamín Rincón; cabe anotar que el verdadero líder del radicalismo riojano no era este, sino el vicepresidente Pelagio Luna.
La división del radicalismo hizo que la provincia pasara a manos de los radicales antipersonalistas, en la figura de Adolfo Lanús. Pero en 1929, el presidente Yrigoyen logró colocar un gobernador adicto.
Durante los años siguientes se sucedieron golpes de estado, intervenciones federales y gobiernos llegados al poder por medio del fraude; de hecho, lo mismo ocurría en el resto del país.
La llegada al poder del peronismo logró alguna renovación en la política local. Pero, como en muchas otras provincias del interior tradicional, el peronismo riojano se formó principalmente con aportes del viejo partido conservador, devenido de oligarca en paternalista. El primer gobernador peronista, José Francisco De la Vega, que justamente tenía ese origen, fue derrocado por una intervención federal antes de cumplir dos años de gobierno. A él le sucedieron otros dos gobernadores justicialistas, que no lograron éxitos notables en ningún campo. Durante este período, en 1952 surgieron los dos últimos departamentos de la provincia, con cabecera en Villa Sanagasta y Patquía, ambos desgajados de la capital.
Durante los años que siguieron a la caída del peronismo, los gobiernos riojanos no presentaron ninguna particularidad; los democráticos fueron invariablemente oficialistas, y fueron invariablemente derrocados junto a los gobiernos nacionales.
En 1939 llega al poder en La Rioja, un joven gobernador electo, el político y abogado doctor Héctor M. De la Fuente quien antes fue senador nacional por La Rioja en Buenos Aires. 
Una característica inusual de La Rioja fue la fundación de la Universidad Provincial de La Rioja, la primera de estas características en la Argentina, fundada en 1972.
La llegada de Carlos Saúl Menem a la gobernación, en 1973, acompañó el renacimiento de la pasión política en todo el país. Pero su gobierno tuvo abrupto fin con el golpe de Estado del 24 de marzo de 1976 y la instauración del Proceso de Reorganización Nacional, irónico nombre para la dictadura más sangrienta de la historia argentina.
Tuvo especial importancia el asesinato del obispo de La Rioja, monseñor Enrique Angelelli, en agosto de 1976. Se trataba de un pastor dedicado a defender los derechos humanos y, especialmente, los de los trabajadores.
Irónicamente, el terrible Proceso tuvo una faceta positiva en la economía de la provincia, al propiciar un plan de promoción industrial que favorecía especialmente a las provincias de La Rioja y San Luis. Esta promoción, esencialmente impositiva, permitió la radicación de algunas industrias en la provincia.

## La Rioja moderna
Desde el regreso de la democracia, en 1983, la política local giró durante dos décadas en torno a Carlos Saúl Menem, que fue elegido gobernador ese año y reelecto en 1987. Este llegó a controlar la totalidad de la legislatura y superar en varias elecciones a toda la oposición reunida. Con semejante fuerza política, tuvo un papel cada vez más notable en la política nacional, convirtiéndose en referente obligado de una de las dos corrientes en que se dividió el justicialismo. Por otro lado, la provincia siguió beneficiándose por la promoción industrial.
La elección de Menem como presidente de la Nación Argentina en 1989 significó el final de la promoción industrial. Pero la provincia se benefició de recursos más directos; de hecho, fue la que más fondos no coparticipados recibió a lo largo de todo su gobierno, superando a muchas con poblaciones varias veces superiores. También se benefició de las inversiones hechas en ella de los muchos funcionarios nacionales de origen riojano que nombró Menem. Y, por último, recibió inversiones públicas de parte del gobierno nacional desproporcionadas a la importancia de las localidades que la recibían. Muy especialmente fue favorecido el pueblo de Anillaco, de donde el presidente era originario, donde se construyeron, entre otras cosas, un moderno centro de investigación agropecuaria.
El final del gobierno de Menem significó, también, el final de la ilusión riojana. La provincia debió afrontar la realidad de que sus bases económicas habían sido corroídas por la política aperturista del expresidente. Y también se erosionó la base de poder del gobierno provincial, que afrontó varios conflictos de poderes. Como resultado de uno de estos conflictos, el gobernador Ángel Maza fue suspendido en su cargo en marzo de 2007, asumiendo el cargo su vicegobernador, Luis Beder Herrera. Este fue elegido gobernador titular en octubre de ese mismo año.
El candidato a gobernador Carlos Menem resultó tercero en las elecciones de octubre de 2007.